# Принц Албърт (национален парк)
„Принц Албърт“ е национален парк в Канада, провинция Саскачиуан.
Създаден е през 1927 г. и е с площ от 3874 км². Разположен е на около 200 км северно от град Саскатун. Паркът се намира на границата между две природни зони. Южната част е заета от прерията, която на север преминава в смесени гори. Мрежа от езера и реки прави парка популярна туристическа дестинация. Животинският свят и уникалната природа също привлича туристи. Най-разпространени в парка са елените, лосове, вълци, карибу. Има и малко стадо бизони. В реките има големи популации на бобри. В парка се срещат над 200 вида птици като белия пеликан и корморани. Популацията на белите пеликани е втората по големина в Канада.